# 明石国行
明石国行（あかしくにゆき）は、鎌倉時代に作られたとされる日本刀（太刀）である。日本の国宝に指定されており、東京都墨田区にある刀剣博物館が収蔵している。

## 概要
鎌倉時代後期、山城国来派の実質的な祖である刀工・国行によって作られた刀である。来派は山城国粟田口派から派生する形で誕生し、鎌倉時代中期から南北朝時代にかけて隆盛した一派であり、祖である国吉の作刀が存在せず国行が実質的な祖とされている。国行の作刀はほとんどが太刀であるが、その中でも本作は白眉であり身幅が広く当初の姿をよく残している。
明石国行の名前は、播磨国明石藩主である明石松平家に代々伝わっていたことに由来する。明石国行の来歴には不詳の点が多く、どのような経緯で明石松平家に伝来したかは明らかではない。俗説として鎌倉時代の北条家御内人・長崎為基が所持していた国行作の大太刀である「面影」が磨り上げで太刀となり、足利義明や池田輝政を経て明石松平家に伝来したという説があるが、明石国行には磨り上げの痕跡がないためこれは誤りである。
明治維新以降も明石松平家に伝来し、1937年（昭和12年）5月25日に子爵松平直頴の所有名義で、当時の国宝保存法に基づく旧国宝に指定された。その後、明石松平家を出て、出版社・ぎょうせいの社主であり、著明な刀剣コレクターでもあった藤澤乙安のコレクションに加えられた。文化財保護法施行後の1953年（昭和28年）3月31日には同法に基づく国宝（新国宝）に指定された。藤澤の没後、明石国行を含む同人のコレクションは公益財団法人日本美術刀剣保存協会に寄贈され、東京都墨田区にある刀剣博物館に収蔵されている。

## 作風

### 刀身
刃長は76.5センチメートル、反りは3.1センチメートル、元幅は3.03センチメートル。中反りが深く、切先（きっさき、刀の先端部分）はやや寸が詰まって身幅が広く造られており重ねも厚い。
刀身裏表に棒樋（ぼうひ）を彫る。棒樋は佩表（はきおもて）では茎（なかご、柄に収まる手に持つ部分）の半ばにある銘のすぐ上まで掻き流し、佩裏では茎尻まで掻き通している。刃区（はまち、茎と刃部分の境目）すぐ上から裏表の棒樋内には三鈷柄剣（さんこづかけん）が彫りこまれる珍しい造りとなっている。三鈷柄剣はインド密教の法具であり不動明王を示すものとされている。三鈷柄剣が彫り込まれた意図として煩悩を祓う仏剣をイメージしたものか、不動明王の憤怒と破邪の表出をイメージしたものかは明らかではない。
地鉄は板目肌が約（つ）み、地沸映り（じにえうつり）が立つ。刃文は直刃（すぐは）調の丁子乱れで、足・葉（よう）よく入る。佩表に「国行」の二字銘を切る。